# Jörg Pircher
Jörg Pircher (* 23. Februar 1926 in Lana; † 11. August 1988) war ein Attentäter des Befreiungsausschusses Südtirol und langjähriger Funktionär des Südtiroler Schützenbundes und der Schützenkompanie Lana.

## Leben
Schon in frühen Jahren war er begeisterte Aktivist für die Autonomie Südtirols und glaubte daran, dass die Politik eine Lösung zur Besserstellung der Südtiroler durch Minderheitenrechte in Bezug auf Sprache und Kultur in Italien nicht durchsetzen kann. Er suchte für die Organisierung gewaltsamen Widerstandes die Unterstützung Österreichs. Darum reiste er am 27. November 1960 mit Sepp Kerschbaumer zu einem Besuch des damaligen österreichischen Außenministers Bruno Kreisky. Jörg Pircher wurde am 20. Juli 1961 verhaftet. Pircher und andere Mitglieder der Tiroler Widerstandsgruppe wurden in der Haft gefoltert. Pircher bekannte sich im Prozess gegen ihn vor dem Mailänder Gericht als Tiroler und verweigerte somit ein Bekenntnis zum italienischen Staat. Er begründete dies damit, dass nur so der Schutz seiner sechs Kinder sichergestellt werden könne. Im Prozess wurde Pircher zu 14 Jahren und sieben Monaten Haft verurteilt, wurde aber bereits 1969 nach acht Jahren und neun Monaten verbüßter Strafe als letzter Angeklagter des 1. Mailänder-Prozesses freigelassen. Daraufhin kehrte er in seine Heimat zurück. Im Jahre 1984 warnte er in seiner Blut-und-Tränen-Rede in Lana vor dem Wiederaufflammen der Gewalt, was von der italienischen Bevölkerung als Aufforderung zu neuen Gewaltakten interpretiert wurde.
Pircher starb nach einer langen Erkrankung am 11. August 1988.

## Funktionär des Südtiroler Schützenbundes
Pircher war seit 1958 als Gründungsmitglied der Schützenkompanie Lana aktiv. 1959 wählte man ihn zum Bezirksmajor des Südtiroler Schützenbundes (Burggrafenamt), der er trotz Inhaftierung bis 1968 blieb. 1978 erfolgte seine Wahl zum Stellvertreter des Landeskommandanten, was er bis zu seinem Tod blieb. Er förderte die Wiederbelebung des Schützenwesens im Burggrafenamt.

## Nachwirkung
An der Stelle des Hofmanshofes, Pirchers Geburtshaus, wurde vor einigen Jahren ein Einkaufszentrum gebaut. Dort wurde ein Gedenkstein zu Ehren Jörg Pirchers errichtet.